# 德吾·恩扎帕兰加
德吾·恩扎帕蘭加（法語：Dieudonné Nzapalainga，1967年3月14日—）是中非共和國籍天主教司鐸級樞機、無玷聖母獻主會會士、首位中非共和國樞機和現任班吉總教區總主教。

## 生平
德吾·恩扎帕蘭加于1967年3月14日在中非共和國姆博穆省東南部的城市班加蘇出生。中學畢業後，他進入聖神會並在加蓬首都利伯維爾和喀麥隆城鎮姆巴爾馬約學習。他後來前往法國學習神學。1998年8月9日，他在無玷聖母獻主會晉鐸。晉鐸後，他一直在法國馬賽總教區進行牧民工作。
他直至2005年才返回中非共和國。2009年，他獲任命為班吉總教區宗座署理。
他於2012年5月14日獲教宗本篤十六世任命為班吉總教區正權總主教；同年7月22日由威田南·費洛尼晉牧，並於29日正式就任班吉總教區總主教。他於2013年起擔任中非共和國主教團主席。
2016年10月9日，教宗方濟各在三鐘經中宣布將於同年11月19日擢升恩扎帕蘭加為樞機。

## 牧徽

德吾·恩扎帕蘭加的樞機牧徽